# Maud Bruce
Maud Bruce (auch Matilda) († vor 24. November 1329) war eine schottische Adlige.

## Herkunft
Maud Bruce entstammte der schottischen Familie Bruce. Sie war eine jüngere Tochter von Robert de Brus, Earl of Carrick und dessen Frau Marjorie, Countess of Carrick.

## Schicksal während des Schottischen Unabhängigkeitskriegs
Während des Schottischen Unabhängigkeitskriegs rebellierte ihr ältester Bruder Robert Bruce gegen die Oberherrschaft des englischen Königs Eduard I. und erhob sich im März 1306 zum König der Schotten. Möglicherweise nahm Maud im März 1306 mit ihren Geschwistern an der Krönung ihres Bruders in Scone teil. Robert Bruce wurde jedoch im Juni 1306 von den Engländern in der Schlacht bei Methven geschlagen. Er flüchtete zusammen mit Maud und den meisten anderen Geschwistern, mit seiner Frau Elizabeth, seiner Tochter Marjorie, mit der Countess of Buchan und mit wenigen hundert Getreuen nach Westen. Die kleine Streitmacht wurde im Juli oder August 1306 im Gefecht bei Dalry von dem auf englischer Seite kämpfenden John Macdougall geschlagen. Bruce und seine Familie konnten wieder entkommen, doch nun trennte sich die Gruppe. Während Robert Bruce mit wenigen Getreuen versuchte, weiter nach Westschottland zu flüchten, sollten die Frauen zusammen mit Mauds Bruder Neil Bruce, mit dem Earl of Atholl, David Lindsay und Robert Boyd versuchen, nach Nordschottland zu entkommen. Sie erreichten Kildrummy Castle, wo sie erfuhren, dass ein englisches Heer in Anmarsch war. Daraufhin flüchtete Atholl mit den Frauen weiter nach Norden. Möglicherweise wollten sie die Orkneys erreichen, die unter norwegischer Herrschaft standen. Dort wären sie in Sicherheit gewesen, denn Isabella Bruce, eine Schwester von Maud und Robert Bruce, war norwegische Königin. Als die Gruppe jedoch Tain erreichte, wurde sie vom Earl of Ross gefangen genommen. Eduard I. ließ Neil Bruce und den Earl of Atholl hinrichten und auch die Frauen streng bestrafen. Maud wurde vermutlich in einem englischen Kloster inhaftiert. Die Bemühungen ihres Bruders, Maud und die anderen Frauen gegen englische Gefangene auszutauschen, blieben lange Zeit erfolglos. Wahrscheinlich erst nach der englischen Niederlage in der Schlacht von Bannockburn 1314 wurde sie zusammen mit ihrer Schwägerin Elizabeth und ihrer Nichte Marjorie gegen den in der Schlacht gefangen genommenen Earl of Hereford ausgetauscht. Sie kam vermutlich vor Mitte Februar, spätestens vor dem 23. März 1315 frei.

## Heirat und Nachkommen
Nach ihrer Freilassung verheiratete ihr Bruder sie 1315 oder 1316 mit Hugh of Ross, dem ältesten Sohn des Mannes, der sie 1306 gefangen genommen hatte. Hugh of Ross genoss besonders die Gunst von Robert Bruce, und die Heirat sollte zur Versöhnung der Familien beitragen.
Mit ihrem Mann hatte sie mehrere Kinder:
- Uilleam, 5. Earl of Ross (1315/16–1372),
- John,[8]
- Marjorie ⚭ Maol Íosa, 8. Earl of Strathearn.

Das Sterbejahr von Maud ist unbekannt. Sie muss vor dem 24. November 1329 gestorben sein, als ihr Mann einen päpstlichen Dispens für seine zweite Ehe erhielt. Sie wurde wie andere Mitglieder ihrer Familie in Dunfermline Abbey beigesetzt.